# 関東鉄道キハ5000形気動車
関東鉄道キハ5000形気動車（かんとうてつどうキハ5000がたきどうしゃ）は、関東鉄道の通勤形気動車。

## 概要
2009（平成21）年8月に製造され、同年10月に営業運転を開始した、常総線向けに導入された両運転台車。キハ2300形やキハ2400形との総括制御が可能となっている。製造元は新潟トランシス。
現在、キハ5001・キハ5002と2013年2月に増備されたキハ5003・5004の計4両が在籍している。
2024（令和6）年7月23日から2025（令和7）年7月13日まで5001号車がタツノコプロ・なつめさんちのタッピング車両「なつめさんち号」となった。運行初日には乗車会＆サイン会が実施され、ポップアップショップも新守谷駅にて開催された。

### 特徴
車体は従来と同様の鋼製であるが、従来と比べて以下の点が異なる。
- 塗装は従来と比べて青味がかっている白を基本に赤と青の3色からなる新しいものを採用しており、塗りわけが異なる。
- コモンレール式燃料噴射システムを搭載した最新形環境対応エンジンを装備し、従来と比べて微粒子状物質・窒素酸化物・ハイドロカーボン・騒音の削減、燃費の向上が図られている[1]。
- 新潟トランシス製の円錐積層ゴム式ボルスタレス台車を採用しており、基礎ブレーキにはユニットブレーキを使用した[1]。
- 室内は、従来の車両よりも腰掛の色を明るくし、座席にはスタンションポール（握り棒）を設置。
- 乗客の乗降用扉の窓仕上げが異なる。
- 2013年投入の2次車については排障器の大型化と吊り手を三角形化する改良が行われる[4]。

### 共通点
一方、従来車との共通点もある。
- 側扉は両端に片開き式，中央に両開き式のものを配置した片側3扉構造となっている（キハ2200形、キハ2400形と同様）。
- ブレーキ方式が電気指令式ブレーキ（キハ2300形、キハ2400形と同様）。
- ワンマン運転対応。

ワンマン運転については、キハ2000形・キハ2200形・キハ2300形の一部・キハ2400形がキハ5000形と共に製造当初から、残りの車両がワンマン運転開始時に備えて改造で取り付けたものである。つまり、改造を含めればワンマン運転対応については全車と共通となる。

### 事故
- デビューしてから約2年後の2011（平成23）年11月2日午前、キハ5001号車が快速取手行きとして運用中、大型トラックと衝突し、前面（前面窓、前部標識灯、アンチクライマー、スカート、連結器等）が大破。翌年には運用復帰した。
- 9月7日午後、ラッピング車キハ5004号車が普通取手行きとして運用中、軽トラックと衝突した。11月3日夜運用を復帰した。

## 運用
常総線の単線区間（水海道駅 - 下館駅間）を中心に運用される。
キハ5001（なつめさんち号）は2025（令和7）年7月13日までの土休日に下館駅 - 取手駅間で運行された。

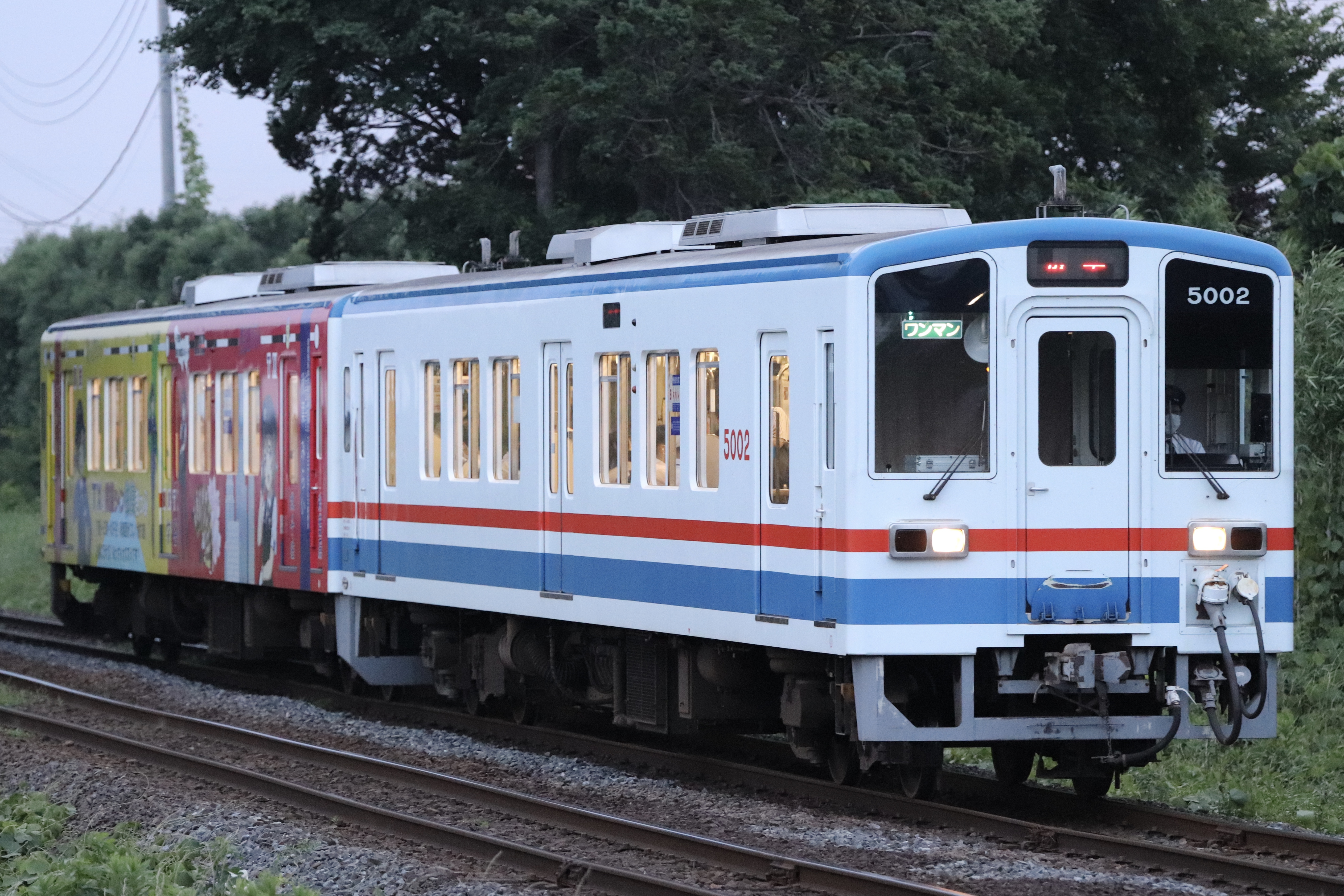
キハ5000形 5002(1次車)+5004(2次車)
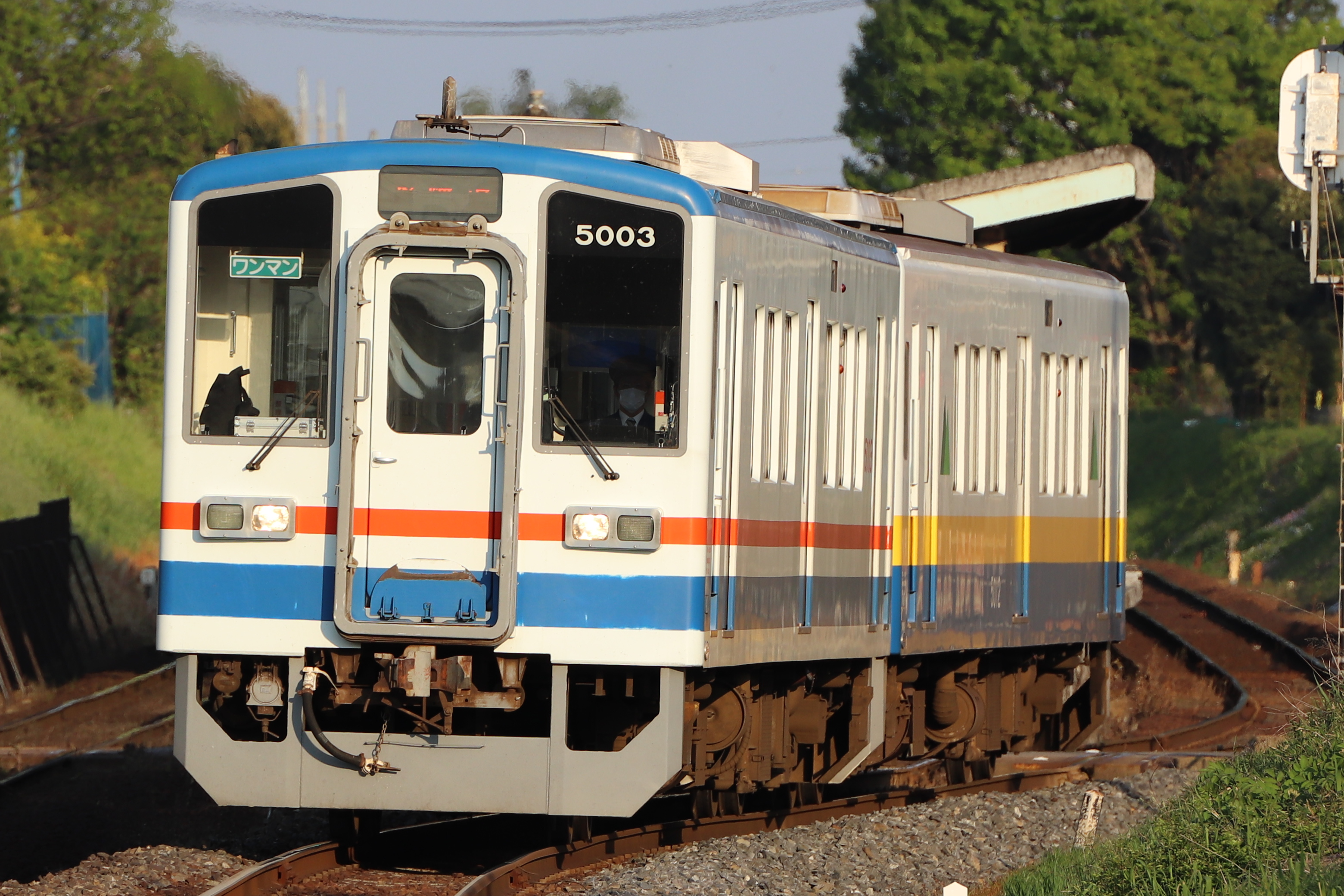
キハ5000形 5003(2次車)
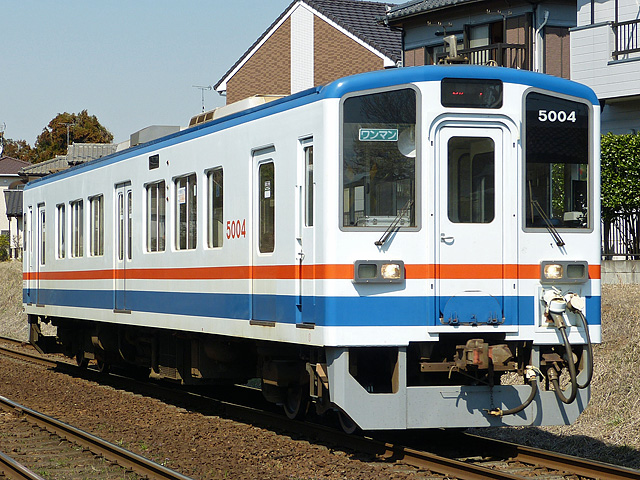
キハ5000形 5004（2次車）